# Leon Magierowski
Leon Emil Magierowski (ur. 1861 w Tyczynie, zm. 1915) – nauczyciel ludowy i etnograf.
Autor licznych publikacji regionalnych.

## Wybrane publikacje
- Przyczynek do wierzeń ludowych, "Lud", 1897, t. 3, s. 142-146.
- Kilka wiadomości o ludzie polskim ze wsi Wesołej w pow. Brzozowskim[1], ZWAK, t. 13, s. 151-162.